# Твердоступ Андрій Володимирович
Андрій Володимирович Твердоступ (нар. 18 червня 1977) — український легкоатлет, який спеціалізувався у спринті, учасник Олімпійських ігор (2004), дворазовий чемпіон Універсіади (2003), багаторазовий чемпіон та призер чемпіонатів України, рекордсмен України. Майстер спорту України міжнародного класу. Закінчив Національний технічний університет «Харківський політехнічний інститут» (факультет інформатики та управління).
Двічі за кар'єру ставав співавтором нових рекордів України з естафетного бігу 4×400 метрів:
- 3.04,63 — 6 червня 1999 на змаганнях «Finland European Cup» у Лахті разом з Олександром Кайдашем, Євгеном Зюковим та Романом Галкіним;
- 3.02,35 — 11 серпня 2001 на Чемпіонаті світу в Едмонтоні разом з Олександром Кайдашем, Євгеном Зюковим та Володимиром Рибалкою.

Указом Президента України від 26 грудня 2003 № 1525/2003 «Про відзначення державними нагородами України членів збірної команди України на XXII Всесвітній літній універсіаді в Республіці Корея» був нагороджений орденом «За заслуги» III ступеня за здобуті на Універсіаді дві золоті нагороди в бігу на 400 метрів та в естафетному бігу 4×400 метрів.
Тренує дружину Тамару, бігунку на середні дистанції, чемпіонку України.

## Основні міжнародні виступи
| Рік  | Змагання                      | Місто    | Місце | Дисципліна | Примітки |
| ---- | ----------------------------- | -------- | ----- | ---------- | -------- |
| 1996 | Чемпіонат світу серед юніорів | Сідней   | 7заб4 | 400 м      |          |
| 1997 | Чемпіонат Європи серед молоді | Турку    | 1пф5  | 400 м      |          |
| 1998 | Чемпіонат Європи              | Будапешт | 3заб7 | 400 м      |          |
| 1999 | Чемпіонат Європи серед молоді | Гетеборг | 2заб6 | 800 м      |          |
| 2001 | Чемпіонат світу               | Едмонтон | 3заб4 | 4×400 м    |          |
| 2001 | Універсіада                   | Пекін    | 3     | 400 м      | [ 4 ]    |
| 2001 | 2                             | 4×400 м  | [ 4 ] |            |          |
| 2002 | Кубок Європи                  | Ансі     | ф6    | 4×400 м    |          |
| 2003 | Універсіада                   | Тегу     | 1     | 400 м      | [ 5 ]    |
| 2003 | 1                             | 4×400 м  | [ 5 ] |            |          |
| 2004 | Олімпійські ігри              | Афіни    | 2заб6 | 4×400 м    |          |
| 2006 | Кубок Європи                  | Малага   | ф5    | 4×400 м    | [ 6 ]    |
| 2006 | Чемпіонат Європи              | Гетеборг | ф5    | 4×400 м    |          |